# 永岡村
永岡村（ながおかむら）は、昭和30年（1955年）まで岩手県胆沢郡にあった村。現在の金ケ崎町永栄・永沢にあたる。

## 沿革
- 明治8年（1875年）10月17日 - 水沢県による村落統合にともない、永徳寺村と百岡村が合併して永栄村となる。
- 明治22年（1889年）4月1日 - 町村制施行にともない、永栄村と永沢村が合併して永岡村が発足。
- 昭和30年（1955年）3月1日 - 金ケ崎町と合併し、新制の金ケ崎町となる。

## 行政

### 歴代村長
| 代      | 氏名         | 就任                      | 退任                       | 備考 |
| ------- | ------------ | ------------------------- | -------------------------- | ---- |
| 1 - 3   | 高橋卯太郎   | 明治23年（1890年）8月10日 | 明治35年（1902年）6月25日  |      |
| 4       | 阿部藤太郎   | 明治35年（1902年）6月28日 | 明治39年（1906年）6月27日  |      |
| 5       | 松本孫右衛門 | 明治39年（1906年）6月28日 | 明治39年（1906年）11月1日  |      |
| 6       | 阿部藤太郎   | 明治39年（1906年）12月6日 | 明治40年（1907年）8月30日  | 再任 |
| 7       | 高橋今朝治   | 明治40年（1907年）10月4日 | 明治41年（1908年）6月18日  |      |
| 8       | 北条孝平     | 明治41年（1908年）7月21日 | 明治45年（1912年）7月20日  |      |
| 9 - 10  | 青木栄作     | 明治45年（1912年）7月21日 | 大正7年（1918年）8月16日   |      |
| 11      | 佐藤吉治     | 大正8年（1919年）4月17日  | 大正9年（1920年）3月7日    |      |
| 12      | 菅原彦太郎   | 大正9年（1920年）3月18日  | 大正13年（1924年）3月17日  |      |
| 13      | 阿部忠右衛門 | 大正13年（1924年）4月8日  | 昭和2年（1927年）4月26日   |      |
| 14      | 阿部長太郎   | 昭和2年（1927年）5月1日   | 昭和4年（1929年）4月30日   |      |
| 15      | 小石川勇蔵   | 昭和4年（1929年）5月6日   | 昭和7年（1932年）3月24日   |      |
| 16      | 高橋一三郎   | 昭和7年（1932年）3月31日  | 昭和8年（1933年）8月26日   |      |
| 17 - 18 | 菅原彦太郎   | 昭和8年（1933年）9月18日  | 昭和16年（1941年）9月17日  | 再任 |
| 19 - 20 | 朝倉良作     | 昭和16年（1941年）9月18日 | 昭和21年（1946年）11月23日 |      |
| 21      | 松本一郎     | 昭和22年（1947年）4月6日  | 昭和25年（1950年）1月12日  |      |
| 22      | 高橋末治     | 昭和25年（1950年）3月5日  | 昭和29年（1954年）3月4日   |      |
| 23      | 松本与四太郎 | 昭和29年（1954年）3月5日  | 昭和30年（1955年）2月28日  |      |